# Anna z Konińskich Tęczyńska
Anna z Konińskich Tęczyńska,  Anna Konińska, (zm. po 1534) – polska szlachcianka.
Pochodziła z rodziny Konińskich herbu Rawicz. Córka Jana i Katarzyny z Rytwiańskich. Około 1485 odziedziczyła klucz końskowolski, który wniosła w wianie do małżeństwa z Gabrielem Tęczyńskim. Miała z nim siedmioro dzieci: trzech synów: Jana, późniejszego wojewodę sandomierskiego, Stanisława, późniejszego podkomorzego sandomierskiego i Andrzeja – dziedzica Końskowoli, dla której uzyskał prawa miejskie w 1532, późniejszego wojewodę lubelskiego i kasztelana krakowskiego oraz cztery córki: Helenę, Barbarę, Beatę i Annę. Owdowiała po śmierci męża w czasie wyprawy mołdawskiej (1497).  
W 1509, po śmierci kuzynki Barbary z Konińskiej Woli, żony ostatniego przedstawiciela linii Rabsztyńskich z Tęczyna, pozyskała dla swoich dzieci dobra tych ostatnich, wśród nich klucz kraśnicki.
Jej oprawą wdowią były morawickie dobra Tęczyńskich z siedzibą w Morawicy Wielkiej. Według badań Janusza Kurtyki, w 1534 poddani morawiccy Anny z Konińskiej Woli zostali ekskomunikowani, gdy na jej polecenie odmówili oddania dziesięciny kościołowi parafialnemu w Morawicy Małej.